# Myra (Vegårshei)
Myra este o localitate din comuna Vegårdshei, provincia Aust-Agder, Norvegia, cu o suprafață de 0,83 km² și o populație de 665 locuitori (2013).